# Korail 8200 sorozat
A Korail 8200 sorozat egy dél-koreai B-B tengelyelrendezésű villamosmozdony-sorozat, mely a Siemens AG EuroSprinter mozdonycsaládba tartozik. A Rotem gyártotta Dél-Koreában. Összesen 55 db készült a sorozatból.